# Henri Gaudier-Brzeska

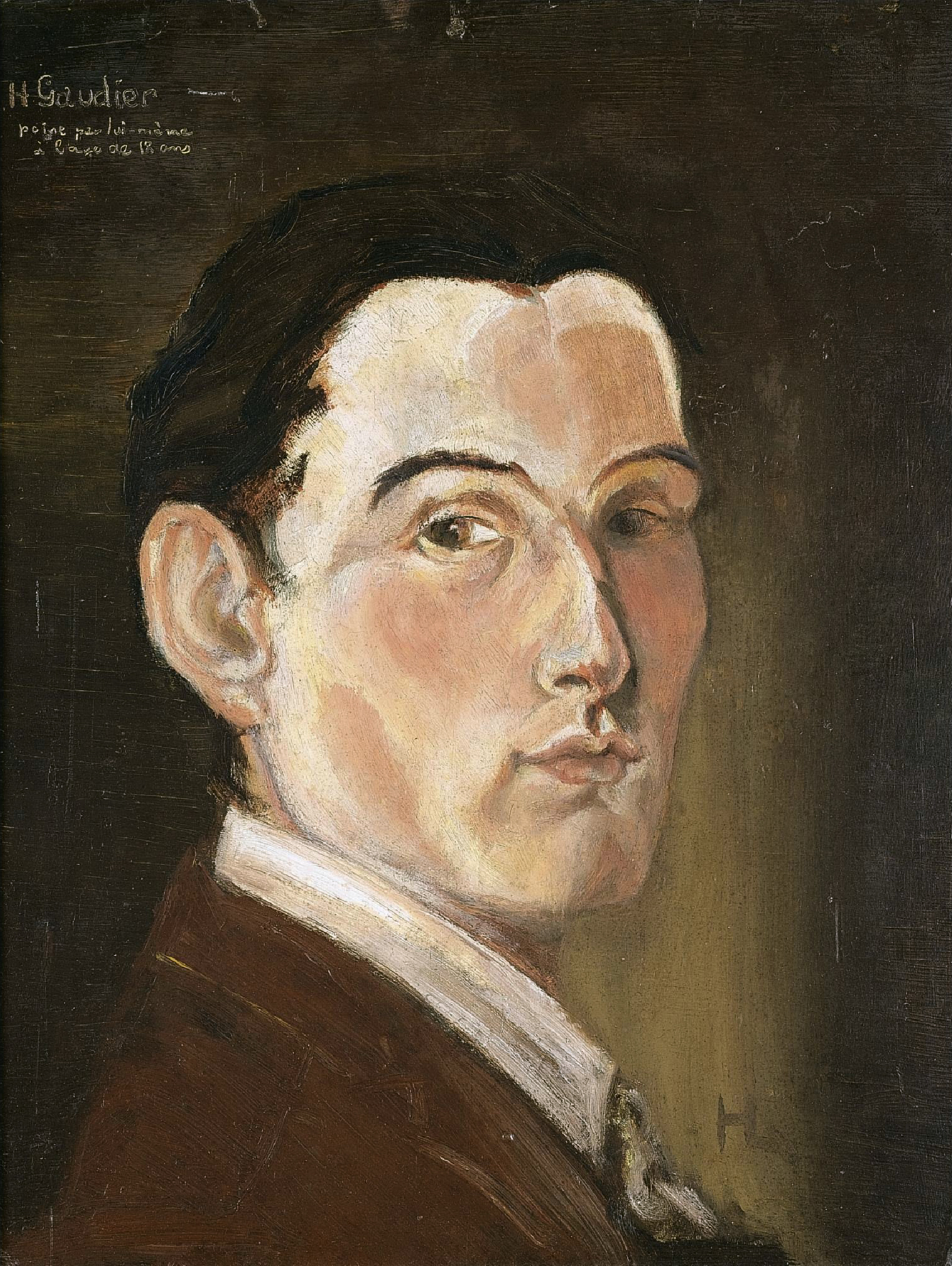
Selbstbildnis (1909)

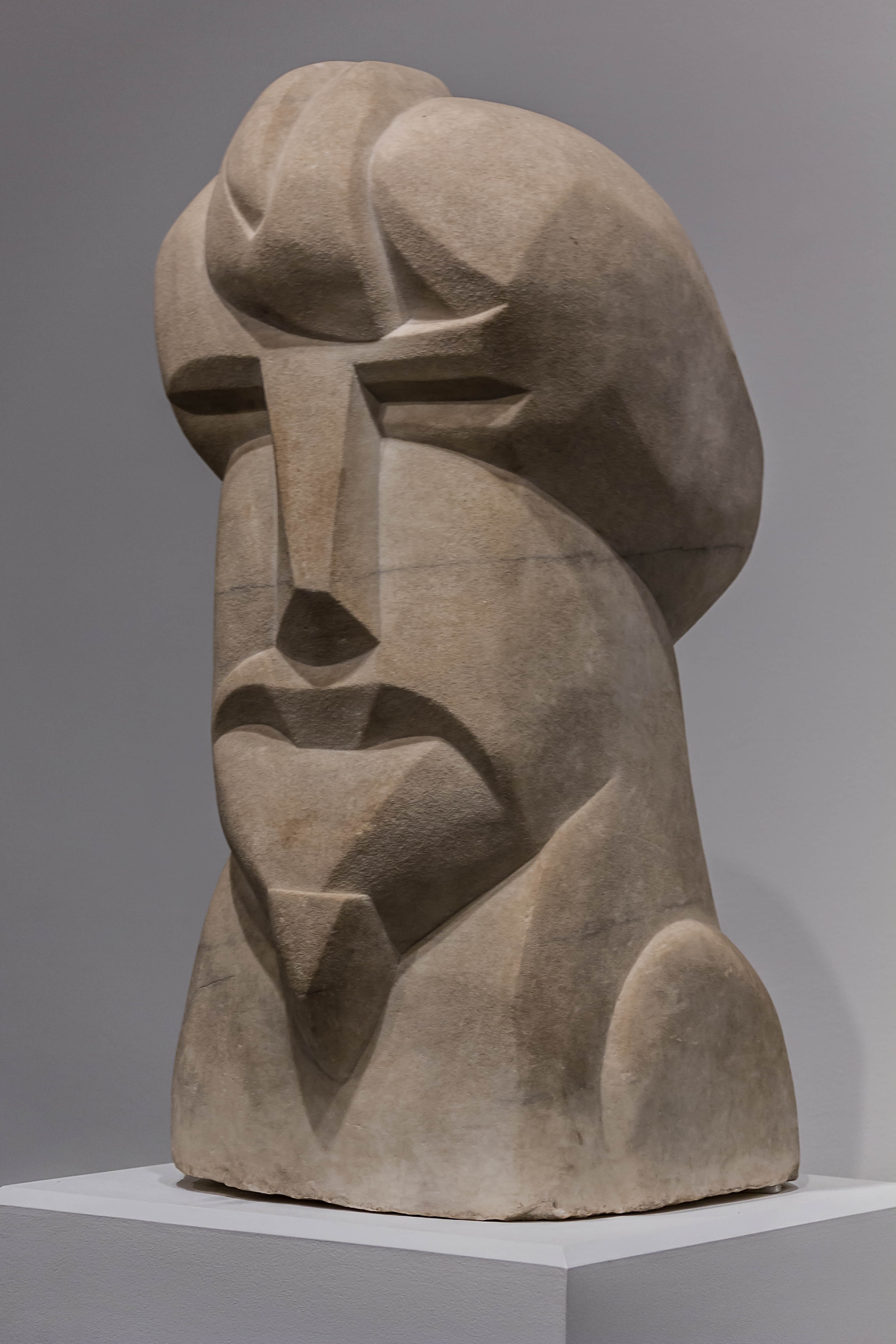
Henri Gaudier-Brzeska: „Hieratischer Kopf von Ezra Pound“, Marmor, 1914, National Gallery of Art, Washington D.C.

Henri Gaudier-Brzeska (* 4. Oktober 1891 in Saint-Jean-de-Braye; † 5. Juni 1915 in Neuville-Saint-Vaast) war ein französischer Bildhauer und Mitbegründer des Vortizismus.
Henri Gaudier wurde nahe Orléans geboren. 1910 zog er nach London, um sich dort als freier Künstler niederzulassen, obwohl er keine entsprechende Ausbildung genossen hatte. In London machte er die Bekanntschaft von Sophie Brzeska, einer polnischen Schriftstellerin, deren Nachnamen er annahm, obgleich die beiden nie heirateten.
Durch die Bekanntschaft mit Wyndham Lewis und Ezra Pound wurde Gaudier-Brzeska zu einem der Gründungsmitglieder des Vortizismus. In seiner Bildhauerei war er anfangs beeinflusst von Auguste Rodin, aber auch primitiver Skulptur, die er im Britischen Museum und im Victoria und Albert Museum zu sehen bekam. Sein eigener Stil zeichnete sich dadurch aus, dass er fertige, glatte Skulpturen, wie sie von Künstlern nach Vorbild der Antike verfertigt wurden, ablehnte. Seine Werke waren direkt, dynamisch und ließen die Spuren der künstlerischen Arbeit am Objekt erkennen.
Mit dem Ausbruch des Ersten Weltkriegs meldete sich Gaudier-Brzeska zur französischen Armee. Für seinen Einsatz erhielt er eine Tapferkeitsmedaille, bevor er 1915 bei Neuville St. Vaast umkam.
Nach seinem Tod verfiel seine Lebensgefährtin in geistige Umnachtung und starb schließlich 1925 in einer Anstalt. Aus ihrem Nachlass erwarb Jim Ede zahlreiche Werke, Schriften und Briefe, die zur Grundlage seines 1931 erschienenen Buches Savage Messiah wurden. Dieses Buch war 1972 die Anregung für Ken Russells gleichnamigen Film über Gaudier-Brzeska.
Obwohl Gaudier-Brzeska nur vier Jahre als Künstler arbeiten konnte, beeinflusste sein bildhauerisches Werk die englische und französische Kunst des 20. Jahrhunderts. Werke von ihm sind heute zu sehen im Musée National d’Art Moderne in Paris und im Musée des Beaux-Arts d’Orléans sowie in der Tate Gallery in London.